# 쯩 자매의 반란
쯩 자매의 반란은 서기 40년에서 서기 43년 사이에 후한 남부에서 일어난 무장 시민 봉기였다. 서기 40년에 베트남 지도자 쯩짝과 그녀의 여동생 쯩니는 교지군(오늘날의 북베트남 지방)에서 후한에 대항하여 반란을 일으켰다. 이에 서기 42년 후한에서 복파장군 마원을 베트남으로 출정시켜 서기 43년 봉기를 완전히 진압해 베트남 지역을 재수복했으며, 쯩 자매는 후한군에게 포로로 사로잡힌 후 참수되었다.

## 같이 보기
- 찌에우티찐
- 풍티찐
- 부이티쑤언
- 모권제
- 여성주의